# Tenth Avenue North
Tenth Avenue North es una banda de música cristiana contemporánea fundada en 2000 en Florida, Estados Unidos por estudiantes de la Palm Beach Atlantic University, que optaron por llamar así al grupo por una calle ubicada en el Condado de Palm Beach. Han grabado 7 álbumes de estudio, de los cuales cuatro son independientes, y han sido premiados en los GMA Dove Awards.
En la actualidad, la banda está integrada por el vocalista y guitarrista Mike Donehey, el guitarrista Jeff Owen, el bajista Ruben Juárez III, el teclista Brandon Shirley y el baterista Jason Jamison.

## Historia
La banda se formó cuando un grupo de estudiantes se conoció en el Palm Beach Atlantic College (ahora, universidad). Mike Donehey y Jason Jamison vivían en una residencia estudiantil ubicada en una calle llamada Tenth Avenue North, de ahí nace el nombre del grupo. Pocos años después, conocieron a Scott Sanders, con quien tocaban en una iglesia llamada Christ Fellowship. Sin embargo; Scott dejó la agrupación y Ruben Juárez III tomó su lugar. Más tarde conocieron a un joven de Indiana llamado Jeff Owen, que terminó integrándose a la banda.
En el transcurso de este tiempo, Tenth Avenue North lanzó tres álbumes independientes y un EP hasta su disco debut bajo un sello discográfico. Reunion Records lanzó Over and Underneath el 20 de mayo de 2008 y el grupo salió de gira por 21 ciudades para promocionar el álbum. El sencillo «Love Is Here» entró en el top 20 del R&R AC Monitored chart y estuvo trece semanas en el listado de Christian Songs de Billboard, donde alcanzó la tercera ubicación. A fines de 2008, se ubicó como la 12.ª canción más reproducida en la Christian Hit Radio según la lista Christian CHR de la revista R&R. El disco fue bien recibido por la crítica y la banda siguió de gira junto a MercyMe y David Crowder Band y participaron en varios festivales y eventos como Ignite Festival, Creation East, Creation West y Soul Fest.
Ese mismo año, la banda lanzó el sencillo «By Your Side», que llegó al primer lugar de la radio CHR en 2009 según R&R y se mantuvo en esa posición por tres semanas. Asimismo, estuvo 48 semanas en el chart de Christian Songs de Billboard. En abril de 2010, fue premiada en los GMA Dove Awards como la canción del año. El tema «Hold My Heart» fue lanzado como tercer sencillo en 2009 y se mantuvo por 44 semanas en el listado de Christian Songs, llegando al cuarto lugar.
El 11 de mayo de 2010, lanzan su segundo disco, The Light Meets the Dark, del cual se desprenden los sencillos «Healing Begins», «The Truth Is Who You Are», «Strong Enough to Save» y «You Are More». Estos dos últimos sencillos ocuparon la primera posición de Christian Songs en su momento. Un año después, sale al mercado "Tenth Avenue North Live: Inside and In Between - The Shows, The Songs, The Story", un álbum en vivo en el que se incluyen videos de algunos conciertos y grabaciones en vivo de sus éxitos.
Su última producción se titula The Struggle y fue lanzada el 21 de agosto de 2012.

## Miembros de la banda

### Actuales
- Mike Donehey – Vocalista y guitarra acústica (2000 – presente)
- Jeff Owen – Guitarra y voz de fondo (2005 – presente)
- Jason Jamison – Batería (2000 – presente)
- Ruben Juárez III – Bajo y voz de fondo (2009 – presente)
- Brendon Shirley – Teclados (2009 – presente)

### Exmiembros
- Bryan Homan – Bajo y voz de fondo (2000 – 2005)
- Andrew Middleton – Guitarra y voz principal (2002 – 2006)
- Donnie Richards – Percusión y cencerro (2002 – 2003)
- Daniel Zayas – Guitarra, teclados y voz de fondo (2003 – 2006)
- Scott Sanders – Bajo, teclados y voz de fondo (2006 – 2009)

## Discografía

### Álbumes
Álbumes independientes
- 2002: Broken Down
- 2003: Don't Look Back
- 2005: Speaking of Silence
- 2006: God With Us (EP)

Álbumes de estudio
| Año                                                      | Álbum                       | Máxima posición en listas  | Máxima posición en listas           | Máxima posición en listas      | Máxima posición en listas | Máxima posición en listas | Máxima posición en listas    | Máxima posición en listas | Máxima posición en listas | Máxima posición en listas | Máxima posición en listas |
| Año                                                      | Álbum                       | Billboard Christian Albums | Billboard Christian & Gospel Albums | Billboard Comprehensive Albums | Billboard Rock Albums     | Billboard Catalog Albums  | Billboard Alternative Albums | Billboard Digital Albums  | Billboard Internet Albums | Billboard Current Albums  | Billboard 200             |
| -------------------------------------------------------- | --------------------------- | -------------------------- | ----------------------------------- | ------------------------------ | ------------------------- | ------------------------- | ---------------------------- | ------------------------- | ------------------------- | ------------------------- | ------------------------- |
| 2008                                                     | Over and Underneath         | 2                          | 2                                   | 99                             | 37                        | 1                         | —                            | —                         | —                         | 95                        | 39                        |
| 2010                                                     | The Light Meets the Dark    | 1                          | 1                                   | —                              | 7                         | 11                        | 4                            | 9                         | —                         | 15                        | 15                        |
| 2011                                                     | Live: Inside And In Between | 34                         | 44                                  | —                              | —                         | —                         | —                            | —                         | —                         | —                         | —                         |
| 2012                                                     | The Struggle                | 1                          | 1                                   | —                              | 1                         | —                         | —                            | 5                         | 8                         | 9                         | 9                         |
| 2012                                                     | iTunes Session (EP)         | 38                         | —                                   | —                              | —                         | —                         | —                            | —                         | —                         | —                         | —                         |
| "—" denota que el lanzamiento no logró entrar en listas. |                             |                            |                                     |                                |                           |                           |                              |                           |                           |                           |                           |

### Sencillos
| 2008                                                     | «Love Is Here»               | 3  | —  | 6  | —  | — | —  | —  | —  | Over and Underneath                |
| 2008                                                     | «By Your Side»               | 2  | —  | 3  | 5  | — | —  | 47 | —  | Over and Underneath                |
| 2009                                                     | «Hold My Heart»              | 4  | 10 | 5  | 14 | 2 | —  | —  | —  | Over and Underneath                |
| 2009                                                     | «Times»                      | 49 | —  | —  | —  | — | —  | —  | —  | Over and Underneath                |
| 2010                                                     | «Healing Begins»             | 4  | 3  | 4  | 7  | 6 | 12 | —  | —  | The Light Meets The Dark           |
| 2010                                                     | «Strong Enough To Save»      | 1  | 2  | 2  | 4  | 2 | 18 | —  | —  | The Light Meets The Dark           |
| 2010                                                     | «You Are More»               | 1  | 1  | 1  | 12 | 2 | 8  | —  | —  | The Light Meets The Dark           |
| 2010                                                     | «The Truth is Who You Are»   | —  | —  | —  | 25 | — | —  | —  | —  | The Light Meets The Dark           |
| 2010                                                     | «Go Tell It On The Mountain» | 13 | —  | 12 | —  | — | —  | —  | —  | The Essential Christmas Collection |
| 2011                                                     | «Deck The Halls»             | 7  | 23 | 4  | —  | — | —  | —  | —  | WOW Christmas                      |
| 2012                                                     | «Losing»                     | 2  | 3  | 2  | 3  | 1 | 17 | —  | 20 | The Struggle                       |
| 2012                                                     | «Worn»                       | 19 | 26 | —  | 18 | — | —  | —  | —  | The Struggle                       |
| 2012                                                     | «The Struggle»               | —  | —  | —  | 10 | — | —  | —  | —  | The Struggle                       |
| "—" denota que el lanzamiento no logró entrar en listas. |                              |    |    |    |    |   |    |    |    |                                    |

## Premios y nominaciones
| Año  | Premio                           | Categoría                                       | Trabajo nominado                         | Resultado  |
| ---- | -------------------------------- | ----------------------------------------------- | ---------------------------------------- | ---------- |
| 2009 | GMA Dove Awards                  | Artista nuevo del año                           | Tenth Avenue North                       | Ganadores  |
| 2010 | GMA Dove Awards                  | Grupo del año                                   | Tenth Avenue North                       | Nominados  |
| 2010 | GMA Dove Awards                  | Canción del año                                 | «By Your Side»                           | Ganadores  |
| 2011 | GMA Dove Awards                  | Grupo del año                                   | Tenth Avenue North                       | Nominados  |
| 2011 | GMA Dove Awards                  | Canción del año                                 | «Hold My Heart»                          | Nominados  |
| 2011 | GMA Dove Awards                  | Álbum pop/contemporáneo del año                 | The Light Meets the Dark                 | Nominados  |
| 2012 | GMA Dove Awards                  | Video musical versión corta del año             | You Are More                             | Ganadores  |
| 2013 | GMA Dove Awards                  | Álbum de evento especial del año                | Jesus, Firm Foundation: Hymns of Worship | Nominados* |
| 2013 | GMA Dove Awards                  | Empaque musical del año                         | The Struggle                             | Nominados  |
| 2013 | K-LOVE Fan Awards                | Grupo/dúo del año                               | Tenth Avenue North                       | Nominados  |
| 2014 | K-LOVE Fan Awards                | Grupo/dúo del año                               | Tenth Avenue North                       | Nominados  |
| 2014 | K-LOVE Fan Awards                | Primer artista cristiano en aparecer en 7UP Can | Tenth Avenue North                       | Nominados  |
| 2015 | K-LOVE Fan Awards                | Grupo/dúo del año                               | Tenth Avenue North                       | Nominados  |
| 2015 | K-LOVE Fan Awards                | Mejor presentación en vivo                      | Tenth Avenue North                       | Nominados  |
| 2011 | About.com Readers' Choice Awards | Mejor banda cristiana pop/contemporánea         | Tenth Avenue North                       | Nominados  |
| 2009 | BMI Christian Music Awards       | Una de las canciones más sonadas de la radio    | «Love Is Here»                           | Ganadores  |
| 2012 | Premios AMCL                     | Videoclip inglés del año                        | Losing                                   | Nominados  |

* La nominación correspondió a Mike Donehey.